# Pintano
Pintano es una entidad de población española del municipio de Los Pintanos, perteneciente a la provincia de Zaragoza, en la comunidad autónoma de Aragón.

## Historia
Hacia mediados del siglo XIX, el lugar, por entonces con ayuntamiento propio, tenía contabilizada una población de 332 habitantes. Aparece descrito en el decimotercer volumen del Diccionario geográfico-estadístico-histórico de España y sus posesiones de Ultramar de Pascual Madoz con las siguientes palabras:

PINTANO: v. con ayunt. de la prov. y aud. terr. de Zaragoza (28 horas), part. jud. y adm. de rentas de Sos (4), c. g. de Aragon, dióc. de Jaca (10). sit. en una altura del valle de su nombre que se eleva sobre 2 barrancos, está bien ventilado y goza de clima sano. Tiene 80 casas; escuela de niños dotada con 900 rs.; otra de niñas retribuida por las mismas; igl. parr. (La Purificacion de Ntra. Sra.), con 1 cura párroco y 1 beneficiado, ambos nombrados por el que era abad del monasterio de S. Juan de la Peña; 3 ermitas en las que se celebran misa los dias festivos; 1 cementerio contiguo á la igl., y 1 fuente pública á la dist. de 1/4 hora E. del pueblo. Confina el térm. por N. con Artieda; E. Bagues; S. Lobera, y O. Undues-Pintano. El terreno es fuerte y montuoso, cortado en valles y hondonadas, cuyas vertientes forman varios riach. de poca consideracion. Los caminos son locales y malos. prod.: trigo, cebada, avena, judias y lino en pequeña cantidad; mantiene ganado de toda especie. ind.: la agrícola y 1 molino harinero. pobl.: 69 vec., 332 almas: cap. prod.: 811,170 rs.: imp. 48,600: contr.: 10,999.
(Madoz, 1849, p. 42)

En la actualidad, pertenece al municipio de Los Pintanos. En 2022, la entidad singular de población tenía empadronados dieciocho habitantes y el núcleo de población, los mismos.

## Geografía humana

### Demografía
| Gráfica de evolución demográfica de Pintano entre 1842 y 1960 |
| |
| Población de derecho según los censos de población del INE Población de hecho según los censos de población del INEEntre el censo de 1970 y el anterior, este municipio desaparece porque se agrupa en el municipio 50210 (Los Pintanos) |

## Patrimonio

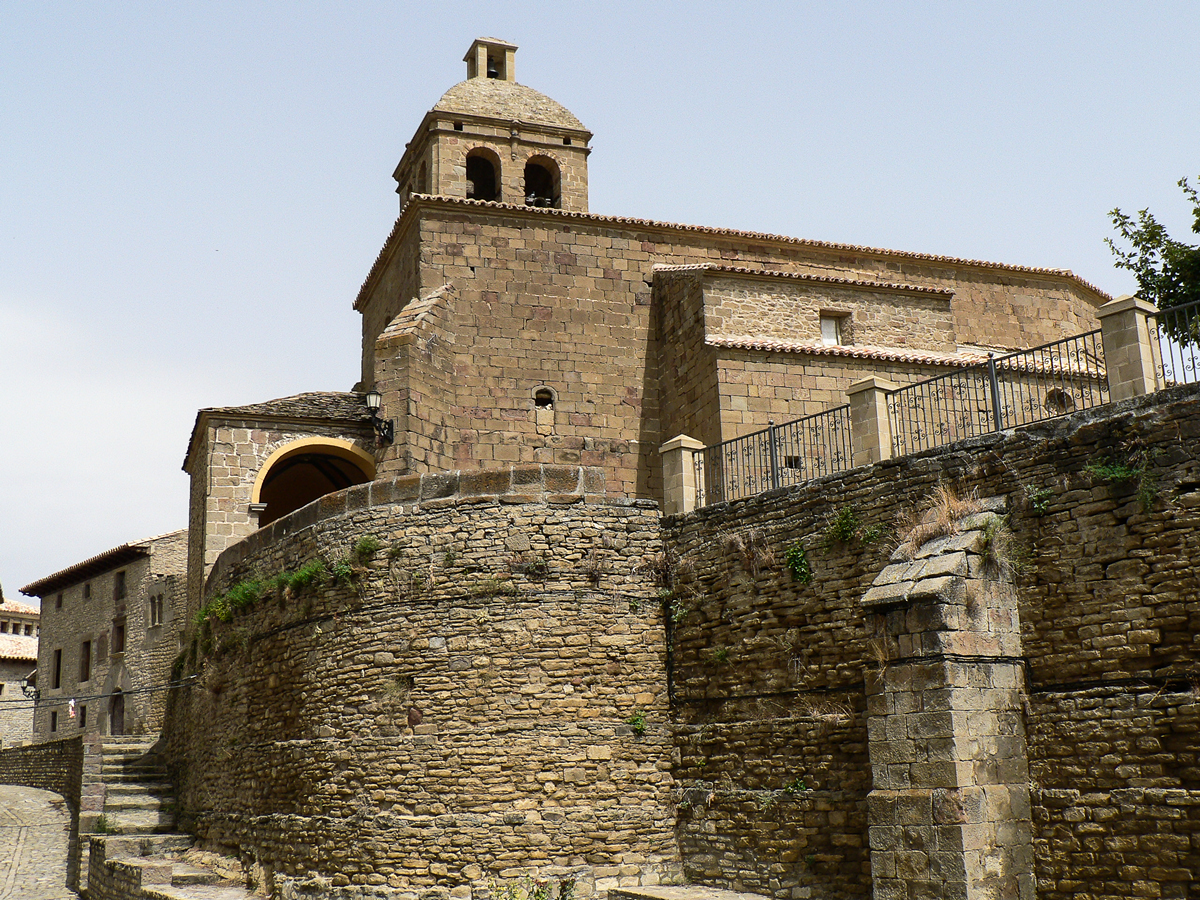
Vista de la iglesia de Nuestra Señora de la Purificación

Hay en el lugar una iglesia de Nuestra Señora de la Purificación.